# 1478
Năm 1478 là một năm trong lịch Julius.

## Sự kiện
- 14 tháng 1 - Novgorod đầu hàng Ivan III
- 15 tháng 1 - Richard của Shrewsbury, 1 Công tước xứ York, bốn tuổi, kết hôn với Anne de Mowbray, 8 Countess của Norfolk 5 tuổi
- 18 tháng 2 - George, Công tước của Clarence, bị kết án tội phản quốc chống lại anh trai [của ông [Edward IV của Anh]], bị hành quyết tại Tháp London.
- 26 tháng 4 - The Pazzi tấn công Lorenzo de 'Medici, và giết anh trai của ông Giuliano, trong High Mass trong các Florence Nhà thờ chính tòa.
- Tháng mười một - Eskender kế vị cha Baeda Maryam làm Hoàng đế Ethiopia ở tuổi sáu.
- 28 tháng 12 - Trận Giornico: Thụy Sĩ đánh bại quân Milanese.
- Lorenzo de 'Medici trở thành người cai trị duy nhất đối với Florence.